# Datça (district)
Datça is een Turks district in de provincie Muğla en telt 14.836 inwoners (2007). Het district heeft een oppervlakte van 476,06 km². Hoofdstad is Datça.
De bevolkingsontwikkeling van het district is weergegeven in onderstaande tabel.
| 1997   | 2000   | 2007   |
| ------ | ------ | ------ |
| 11.692 | 13.914 | 14.836 |

## Plaatsen in het district
Cumalı • Emecik • Hızırşah • Karaköy • Kızlan • Mesudiye • Sındı • Yakaköy • Yazıköy
Bodrum · Dalaman · Datça · Fethiye · Kavaklıdere · Köyceğiz · Marmaris · Milas · Muğla · Ortaca · Ula · Yatağan